# برانكو برنوفيتش
برانكو برنوفيتش مواليد 8 أغسطس 1967 في بودغوريتسا، جمهورية يوغوسلافيا الاشتراكية الاتحادية، هو لاعب كرة قدم مونتينيغري دولي سابق كان يلعب كلاعب وسط. اعتزل اللعب عام 2007. سبق له أن لعب في كأس العالم لكرة القدم مع منتخب بلاده. بدأ مسيرته الرياضية عام 1987. لعب خلال مسيرته 349 مباراة سجل خلالها 29 هدفاً.

## المسيرة الاحترافية

### أندية لعب لها
- بودوتشنوست بودغوريتسا
- نادي بارتيزان
- إسبانيول

## روابط خارجية
- برانكو برنوفيتش على موقع الاتحاد الدولي (مؤرشف)  (الإنجليزية)
- برانكو برنوفيتش على موقع قاعدة بيانات كرة القدم.إي يو (الإنجليزية)
- برانكو برنوفيتش على موقع ناشيونال فوتبول تيمز (الإنجليزية)
- برانكو برنوفيتش على موقع عالم كرة القدم.نت (الإنجليزية)